# بوکود (مجارستان)
بوکود (به مجاری:  Bokod) یک شهرداری در مجارستان است که در ناحیه اوروسلانی واقع شده‌است. بوکود ۲۹٫۹۲ کیلومتر مربع مساحت و ۲٬۲۷۶ نفر جمعیت دارد.